# 변강쇠 3
"변강쇠 3"(Pyon Kang Sae 3)는 한국에서 제작된 엄종선 감독의 1988년 드라마 영화이다. 김진태 등이 주연으로 출연하였고 박태환 등이 제작에 참여하였다.

## 출연

### 주연
- 김진태
- 하유미

### 조연
- 김하림
- 김진선
- 주호성
- 허진
- 김애경
- 김유행
- 정호대
- 손전
- 주상호
- 이수연
- 남수정
- 박경자
- 박예숙
- 장철
- 장운섭
- 함돈수
- 조영이
- 최윤진
- 최헌준
- 김신명
- 박동룡
- 박용팔
- 최재호
- 김경란
- 성명순
- 조학자
- 석인수
- 길달호
- 노사강
- 박종설
- 박부양
- 오도규

## 기타
- 조명: 손영철
- 연출부: 전태식
- 연출부: 유우용
- 연출부: 이철호
- 연출부: 변재구
- 미술: 도용우
- 분장: 인근호
- 의상: 권유진
- 소품: 우종원